# Répertoire international de littérature musicale
Le Répertoire international de littérature musicale (en anglais : International Repertory of Music Literature), communément connu sous son acronyme RILM, est une base de données exhaustive de toutes les publications sur la musique de toutes les régions du globe.

## Description
Le Répertoire international de littérature musicale (International Repertory of Music Literature; Internationales Repertorium der Musikliteratur), communément connu sous son acronyme RILM, est une organisation à but non lucratif qui propose des collections numériques et des outils avancés pour localiser les travaux de recherche sur tous les sujets liés à la musique. Sa mission est de « rendre ces connaissances accessibles aux communautés de recherche et de performance du monde entier…. D’inclure les recherches en musique de tous les pays, dans toutes les langues et à travers toutes les frontières disciplinaires et culturelles, encourageant ainsi la recherche dans les arts, les sciences humaines, les sciences et les sciences sociales. » Au cœur du travail et de la mission du RILM se trouve la bibliographie internationale de la recherche liée à toutes les facettes de la recherche musicale.